# عظاءة عمانية جاياكارية
عظاءة عُمانية جاياكارية (الاسم العلمي: Omanosaura jayakari)، نوع من العظاءات المنتمية إلى فصيلة العظاءات الحقيقية. توجد في سلطنة عمان والإمارات العربية المتحدة.
سُمي النوع على أتمارام أس. جاياكار Atmaram S. Jayakar" (1844-1911)"، جراح هندي، أُرسل من قبل الخدمة الطبية الهندية إلى مسقط (عمان)، وقام بجمع الأنماط من هناك.